# Solidaridad Internacional Trinitaria
Solidaridad Internacional Trinitaria (SIT) es una ONG fundada por la Orden de la Santísima Trinidad y de los Cautivos y por la Familia Trinitaria hacia 1999, con el fin de luchar a favor de los cristianos perseguidos a causa de su fe.

## Historia
El SIT nació luego del Capítulo General extraordinario de la Orden de la Santísima Trinidad celebrado en agosto de 1999 en la ciudad de Ariccia (Italia) y convocado en el marco de la celebración del octavo centenario de su fundación y cuarto de su reforma. Con el ideal de hacer una obra fiel al carisma de san Juan de Mata y a la tradición redentora de la Orden Trinitaria, se erige esta organización sin ánimo de lucro dedicada a la lucha contra  nuevos tipos esclavitudes y en favor de los perseguidos a causa de su fe.
Por los mismos días se celebraba en Roma la Asamblea Intertrinitaria, donde el proyecto del SIT se extiende a los demás miembros de la Familia Trinitaria. El papa Juan Pablo II les recibe en audiencia el 25 de agosto de 1999, en su mensaje resalta el fin principal de la nueva organización diciendo: habéis pensado instituir un organismo internacional de la familia trinitaria, mediante el cual podréis intervenir más eficazmente en defensa de los perseguidos o discriminados a causa de la fe religiosa y de la fidelidad a su conciencia o a los valores del Evangelio.
El Capítulo general de Roma 2001 ratifica las decisiones tomadas en Ariccia. Sin embargo hasta 2007 en los miembros del SIT se detectaba una cierta confusión a la hora de establecer los objetivos específicos del organismo, lo cual exigió una revisión en el Capítulo general de Moramanga (Madagascar) 2007, con lo cual se pudo comprometer en importantes proyectos en favor de los refugiados sudaneses en Egipto y de perseguidos árabes en el mismo país.
En el año 2011 el SIT fue reconocido como Organismo consultor en el Parlamento Europeo (OING).

## Estructura
El SIT es una organización internacional cuya sede principal se encuentra en Roma, en la curia general de los religiosos trinitarios. Reconoce al Ministro general de la Orden de la Santísima Trinidad y de los Cautivos como su principal animador (Estatutos, 5). El órgano supremo de la institución es el consejo directivo que se encuentra conformado por el presidente internacional, por los presidentes de las diversas jurisdicciones, por un delegado de cada uno de los institutos que forman la Familia Trinitaria (entre ellos el Laicado) y por un comité ejecutivo. Estos son elegidos por un periodo de tres años. (Cf. Estatutos 11-12).
Los comités nacionales y regionales son apoyados por una red de grupos locales de voluntarios, que participan principalmente difundiendo las campañas del SIT en sus respectivas regiones. Cientos de personas que no pertenecen directamente al SIT apoyan económicamente los proyectos realizados por el organismo.
Han sido presidentes del SIT hasta la fecha:

1. Armand Gagné O.SS.T., 1998 - 2001,  Canadá
2. Angelo Buccarello O.SS.T, 2001 - 2007,  Italia
3. Thierry Knecht O.SS.T., 2007 - 2014,  Francia
4. Antonio Aurelio Fernández O.SS.T., 2015 - en el cargo,  España

### Regiones
EL SIT está presente en 22 países y su división en regiones coincide prácticamente con la presencia en las jurisdicciones de la Orden Trinitaria. Las principales oficinas se encuentran en España, Estados Unidos, Canadá, Italia, India, Latinoamérica Norte (Colombia y Puerto Rico) y Latinoamérica Sur (Argentina, Chile, Bolivia y Perú).

## Objetivos
El objetivo principal del SIT es ayudar a los cristianos perseguidos o marginados a causa de su fe en Cristo, en el Evangelio y en la Iglesia. Según éste organismo, a la fecha, 2011, más de 200 millones de cristianos viven en situaciones difíciles e intolerables, a causa de la intolerancia y la discriminación. El SIT trabaja en los siguientes proyectos:

### Escuela hogar San Juan de Mata
Es una institución para la ayuda de niños, en su mayoría cristianos, rescatados de la esclavitud de manos de terratenientes en Jartum (Sudán), durante el período de guerra civil en el país. La escuela tiene capacidad para unos 150 niños. Este proyecto se realiza en conjunto con la ONG AMSUDÁN, la Orden de la Merced y la diócesis de Jartum.

### Proyecto Siria
En medio de la guerra que se ha desencadenado en Medio Oriente, especialmente en Siria e Irak, muchos cristianos han tenido que abandonar sus tierras, por la amenaza continua de los grupos armados fundamentalistas. En enero de 2014, el ministro General de la Orden Trinitaria, fr. José Narlaly, hace un llamado para ver de que manera se puede ayudar. Así nace el proyecto Siria con el objetivo de acoger, animar en la fe y ayudar económicamente a los cristianos refugiados en Alepo (Siria). Este proyecto se realiza en conjunto con los Escolapios y la diócesis de Alepo.

### Proyecto India
En Bangalore India, el SIT tiene un hogar de acogida para jóvenes que huyen de algunas regiones del país por causa de la persecución, además en el norte del país, se acogen jóvenes provenientes de Bután por la misma razón.